# Lambda Crucis
Désignations
Lambda Crucis (λ Crucis / λ Cru) est une étoile variable bleutée de la constellation de la Croix du Sud. Elle est visible à l’œil nu avec une magnitude apparente qui fluctue autour de 4,62.

## Environnement stellaire
Dans la nouvelle réduction des données du satellite Hipparcos, λ Crucis présente une parallaxe annuelle de 8,50 ± 0,21 mas, ce qui signifie qu'elle est distante de 384 ± 9 a.l. (∼ 118 pc) de la Terre, et elle s'en éloigne avec une vitesse radiale de +12 km/s. Elle est très probablement membre du groupe Bas-Centaure Croix du Sud de l'association Scorpion-Centaure, qui est l'association d'étoiles massives de types O et B la plus proche du Système solaire. Elle ne possède pas de compagnon stellaire qui lui serait associée.

## Variabilité
Dans le General Catalogue of Variable Stars, λ Crucis est répertoriée comme une possible variable de type β Cephei. Ce sont des étoiles qui présentent des variations rapides et relativement faibles de leur luminosité causées par des pulsations à leur surface. λ Crucis présente une variation de 0,02 magnitude sur une période de 0,395 1 jour. Sa classification en tant que variable de type β Cephei a toutefois été remise en question dans une étude de 2005 portant sur les variables de ce type, et elle pourrait être alors soit une variable de type λ Eridani ou même une étoile variable ellipsoïdale,.

## Propriétés
λ Crucis est une étoile bleu-blanc de la séquence principale de type spectral B4 Vne. Son suffixe se lit comme suit : « V » (lire « cinq ») est sa classe de luminosité correspondant à une étoile de la séquence principale, la lettre « n » indique que son spectre présente des raies d'absorption « nébuleuses » (élargies) en raison de sa rotation rapide, tandis que la lettre « e » indique que son spectre présente au moins une raie en émission — autrement dit, il s'agit d'une étoile Be —, émise par un disque circumstellaire de matériel chaud.
λ Crucis est une étoile jeune âgée de 53 millions d'années. Elle tourne rapidement sur elle-même à une vitesse de rotation projetée de 290 km/s. L'étoile est cinq fois plus massive que le Soleil et elle est trois fois plus grande que l'étoile du Système solaire. Elle est 790 fois plus lumineuse que le Soleil et sa température de surface est de 16 500 K.